# Lombard Odier & Cie
El Grupo Lombard Odier es un grupo bancario independiente suizo fundado en 1796. Su oficina central se encuentra en Ginebra. Sus operaciones se organizan en tres divisiones: banca privada (gestión patrimonial), gestión de activos (principalmente gestión de fondos de inversión) y servicios de back office y middle office para otras entidades financieras (por ejemplo, banca digital). En 2022, el banco informó de los saldos pendientes gestionados a través de estas tres divisiones por un total de 300 mil millones de francos suizos en activos gestionados, lo que lo convierte en uno de los principales actores del sector financiero suizo. El grupo ofrece sus servicios a una cartera de clientes privados e institucionales.
Al ser el banco privado más antiguo de Ginebra, el grupo nace de la fusión de Lombard, Odier & Cie y el banco Darier, Hentsch & Cie en 2002, este último fundado inicialmente en 1796 por Henri Hentsch. La empresa se creó en 2002 con la denominación social Lombard, Odier, Darier, Hentsch & Cie, que se simplificó en 2010 para convertirse en el Grupo Lombard Odier. Sin embargo, sigue incluyendo en su logotipo oficial los nombres de estos cuatro socios anteriores.
Desde 2014, el banco ostenta la condición de sociedad de responsabilidad limitada (SRL o LLC por su nombre en inglés). El Grupo Lombard Odier es, en virtud de la legislación suiza, un holding jurídico que desde 2016 lleva el nombre de Lombard Odier Company SCmA. Este holding es propietario de todas las empresas del grupo, entre las que destacan el banco Lombard, Odier & Cie SA y el Lombard Odier Asset Management (Europe) Limited de Londres, que constituye la rama de gestión de activos del grupo. Lombard Odier Investment Managers (LOIM) es el nombre con el que se conoce al grupo en el campo internacional de la gestión de activos.
El grupo Lombard Odier comenzó a expandirse internacionalmente en 1951, abriendo poco a poco sucursales en Estados Unidos, Europa y Asia. Con su amplia red de colaboradores, el grupo cuenta con unos 2720 empleados en todo el mundo.

## Historia

### Las familias fundadoras
La familia Lombard (de Lombardi) llegó a Ginebra en 1573 procedente de Tortorella (sur de Italia), donde sufrió persecución religiosa. Los dos hijos de Theodoro Lombardi, César y Marc-Antoine Lombard, se dedicaron a la doma y al comercio de caballos. Recibieron el título de burgueses de Ginebra en 1589 por su participación en la lucha contra el duque de Saboya. Jean-Gédéon Lombard, descendiente de la sexta generación de César Lombard, se asoció con el banco Hentsch, Lombard & Cie en 1798, momento que señala la entrada de la familia Lombard en el campo de la banca ginebrina.
Sobre la familia Odier se tienen referencias por primera vez en Ginebra hacia 1714, la misma época en que Antoine Odier recibió su título de burgués ginebrino. La familia es originaria de Pont-en-Royans en Francia. Los miembros de esta familia ocuparon cargos como políticos, médicos, artistas, ingenieros y finalmente banqueros. Charles Odier se asoció con el banco Lombard, Bonna & Cie en 1830, que luego se pasó a ser Lombard, Odier & Cie.
La familia Darier llegó a Ginebra en 1738 procedente de la región del Dauphiné en Francia. Louis Darier murió accidentalmente poco después del nacimiento de su hijo, Hugues Darier, que se convirtió en una figura prominente en la relojería y obtuvo el título de burgués de Ginebra en 1787. Jules Darier-Rey, nieto de Hugues, se asoció con el banco Chaponnière & Cie en 1873. La empresa pasó a ser Darier, Chaponnière & Cie en 1875, y luego a Darier & Cie en 1880. Otro de los hijos de Hugues Darier, Jean-Louis Darier (1766-1825), ya contribuyó a los comienzos del banco Ferrier, Lullin & Cie en 1795, pero esta organización sigue sin tener ningún vínculo con lo que actualmente es Lombard Odier.
La familia Hentsch llegó a Ginebra hacia 1758, mientras que Benjamin-Gottlob Hentsch (clérigo) emigró desde la Baja Lusacia para convertirse en tutor en Suiza. Su hijo, Henri Hentsch (1761-1835), fundó el banco familiar en 1796, germen de lo que hoy es el Grupo Lombard Odier.

### Orígenes del banco: 1796-1800

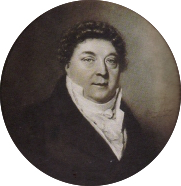
Henri Hentsch (1761-1835)

A partir de 1789, el mercado empresarial y financiero de Ginebra se vio afectado por la Revolución Francesa. En 1793, los revolucionarios ginebrinos detuvieron a Henri Hentsch y este se exilió temporalmente en Nyon, donde inició un negocio de comercio de seda con un socio, Edmé Mémo.  A pesar de las dificultades económicas y del aumento del desempleo, Henri Hentsch regresó a Ginebra para fundar el banco Henri Hentsch & Cie el 11 de enero de 1796, a la edad de 25 años. La empresa, diseñada como una casa de «seda y ventas», comercializaba la seda en paralelo a sus actividades bancarias en sus primeros pasos. Este era un formato clásico en aquella época, pero rápidamente abandonó el comercio para concentrarse en la banca como principal área de atención. La empresa permitía a los comerciantes obtener préstamos, negociar deudas, liquidar letras de cambio y, de manera más general, permitía el comercio de metales preciosos y la realización de operaciones de cambio. Todo esto ocurrió en un momento en que varias monedas estaban en circulación en Ginebra.
El 26 de abril de 1798, la Francia de Napoleón Bonaparte anexionó la República de Ginebra. Jean-Gédéon Lombard, primo de Henri Hentsch, se convirtió más tarde en miembro del Consejo Ejecutivo de la ciudad de Ginebra. Aunque inicialmente actuó como supervisor de Henri Hentsch, Jean-Gédéon pasó a ser su socio en el banco el 19 de junio de 1798. La empresa tomó entonces el nombre de Henri Hentsch & Lombard. Sin embargo, poco después, Henri Hentsch y Jean-Gédéon Lombard llegaron a un desacuerdo sobre la estrategia que debían adoptar ante el clima de recesión económica local; Jean-Gédéon Lombard quiso limitar los riesgos concentrándose en las operaciones de letras de cambio que generaban comisiones fijas, mientras que Henri Hentsch, conocido por su carácter emprendedor y tenaz, consideró que también podrían tener cabida en el mercado internacional, en particular para la financiación de las operaciones lideradas por el Imperio francés. Los dos socios se separaron amistosamente el 22 de septiembre de 1800, y el banco volvió a su antiguo nombre Henri Hentsch & Cie, mientras que Jean Gédéon Lombard se asoció con su cuñado Jean-Jacques Lullin para crear el banco Lombard Lullin & Cie.

### Lombard, Odier & Cie

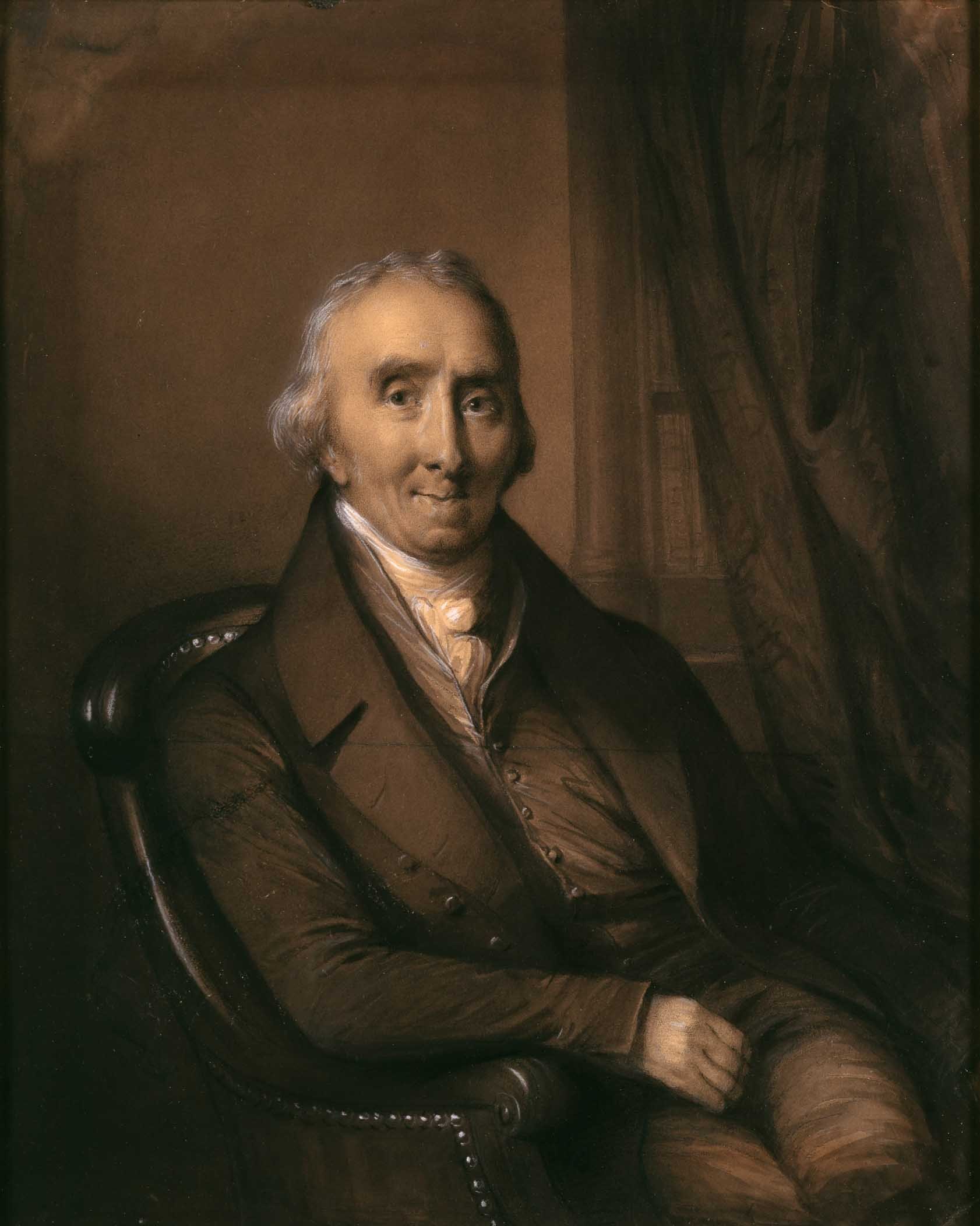
Jean-Gédéon Lombard (1763–1848)

Lombard, Lullin & Cie se vio muy afectado por el entorno económico durante los primeros años del banco. A partir de 1800, la quiebra de la empresa Corsanges en Lyon hizo que Jean-Gédéon Lombard perdiera 30 000 francos, lo que provocó la quiebra de Jean-Jacques Lullin. A pesar de ello, la empresa pudo seguir funcionando. Jean-Jacques Lullin dejó el banco el 31 de diciembre de 1815, pero continuó como socio comanditario hasta su muerte en 1837. De esta forma, a partir de 1816, la empresa tomó el nombre de Jean-Gédéon Lombard & Cie hasta el 1 de enero de 1826, cuando Jean-Gédéon Lombard se asoció con Paul-Frédéric Bonna. En ese momento, el banco cambió su nombre a Lombard, Bonna & Cie. El 31 de marzo de 1830, Paul Frédéric Bonna dejó la empresa para fundar su propio banco, Bonna & Cie. El banco permaneció activo durante casi un siglo, antes de experimentar dificultades y ser absorbido por Hentsch & Cie en 1920.
En 1830, Jean-Gédéon Lombard, a la edad de 66 años, entregó el banco a su hijo mayor, Jean-Eloi Lombard. El 1 de abril de 1830 nombró director adjunto a Charles Odier, y el banco se llamó Lombard, Odier & Cie a partir de entonces. Charles Odier, que entonces tenía 25 años, había aprendido la profesión bancaria de la firma Gabriel Odier & Cie, dirigida por su primo parisino, y poseía importantes activos procedentes del éxito de la empresa F. Courant & Odier, que fundó en 1825 en Le Havre para la importación de algodón de los Estados Unidos. Jean-Eloi Lombard se dedicó a los negocios a nivel local, mientras que Charles Odier se ocupó de los negocios internacionales, sobre todo gracias a los contactos que había mantenido desde los Estados Unidos. Bajo la dirección de Jean-Eloi Lombard y Charles Odier, el banco financió grandes obras de infraestructura que caracterizaron la Revolución Industrial. En 1834, Lombard, Odier & Cie cofinanció las obras de construcción del Canal de Roanne en Digoin. Se trataba de un proyecto que no era rentable a pesar del éxito de su resultado final. La empresa se embarcó entonces en la financiación de los ferrocarriles, y de 1852 a 1872, Charles Odier se encargó como administrador de los Ferrocarriles de Suiza Occidental.
En 1834, Alexandre Lombard, tercer hijo de Jean-Gédéon Lombard (24 años), se convierte en socio director del banco. Fue responsable de guiar a Lombard, Odier & Cie hacia el mercado americano en un momento en que la frontera americana necesitaba tanto financiación como construcción de instalaciones, carreteras, ferrocarriles y canales. Este movimiento, que se consideró arriesgado por coincidir con el final de la crisis financiera estadounidense de 1837, resultó ser una estrategia ganadora diez años más tarde. A medida que el entorno político y económico en Europa se deterioraba tras las revoluciones de 1848, los Estados Unidos experimentó una gran expansión. Alexandre Lombard dio prioridad a la financiación de las empresas ferroviarias americanas. El banco envió cartas a sus clientes con ofertas de acciones internacionales, en un momento en que estas eran de difícil acceso. En 1857, los socios de Lombard, Odier & Cie participaron en la creación de la bolsa de Ginebra.
El 1 de diciembre de 1859, el único hijo de Charles Odier, James (o Jacques) Odier, se convirtió en socio del banco. Esto vino después de su viaje a los Estados Unidos en 1854 y a su matrimonio con Blanche Lombard, hija de Jean-Eloi, en 1856. James Odier continuó expandiendo Lombard, Odier & Cie en suelo americano. En 1870 se unió a la junta ejecutiva de la rama ginebrina de lo que se convertiría en el Banque de Paris et des Pays-Bas S.A. (Banco de París y los Países Bajos o Paribas). Junto con Jules Darier-Rey también cofundó, en 1872, la compañía ginebrina de seguros de vida Genevoise Compagnie d'Assurance sur la Vie, que posteriormente presidiría su hijo Émile y luego su nieto Edmond. Alexis Lombard, hijo de Jean-Eloi Lombard y cuñado de James Odier, se unió como socio en 1866. Fue miembro fundador de la Cámara de Comercio de Ginebra en 1872, creó el Banco de Préstamos y Depósitos de Ginebra en 1881 y fue miembro de la junta directiva del Banco Nacional Suizo tras su creación en 1907. Alexis Lombard y James Odier fueron socios del banco durante medio siglo y continuaron dirigiendo la empresa durante la Primera Guerra Mundial, mientras que sus descendientes Albert Lombard y Émile Odier fueron reclutados en el ejército suizo para vigilar las fronteras del país. A lo largo de la guerra, hubo un periodo de inestabilidad comercial para el banco. No obstante, superaron el momento sin tener que enfrentar grandes adversidades, gracias a la fortaleza del franco suizo y a la neutralidad del país, que permitió que los bancos suizos actuaran como lugares de refugio en Europa. Además, el banco se mantuvo enfocado principalmente en inversiones en los Estados Unidos que no se vieron directamente afectadas por el conflicto. A principios del siglo XX, Lombard, Odier & Cie solo contaba con 16 empleados y tres empleados de oficina, aunque se trataba de uno de los mayores bancos privados de Ginebra.

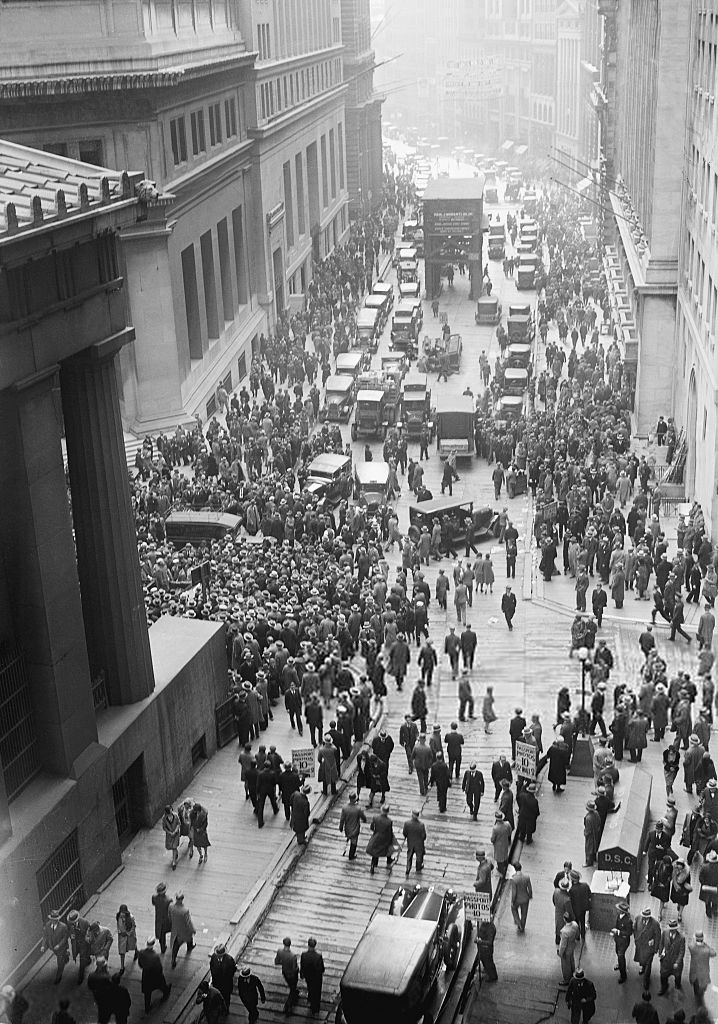
El Crac del 29 tuvo amplias repercusiones en Europa y en los bancos suizos

Después de la Gran Guerra, Émile Odier (socio desde 1890), Albert Lombard (socio desde 1908), el primo hermano de Albert, Jean Lombard (socio desde 1913), y el hijo de Émile, Edmond Odier (socio desde 1919) asumieron la dirección del banco. En 1921, Lombard, Odier & Cie asumió la propiedad del banco Lenoir, Julliard & Cie, creado en 1795. En 1929 y a principios de los años 30, el sector financiero suizo se vio afectado por el crac de Wall Street de 1929 y la Gran Depresión, que alcanzó a toda Europa. Varios bancos suizos se recapitalizaron o tuvieron que cerrar, como el Banco de Ginebra (1931) y el Comptoir d'Escompte de Genève (1934). Afectado por su exposición a los mercados americanos, pero dispuesto a demostrar que las dificultades no le alcanzarían, Lombard, Odier & Cie modificó sus estatutos en 1933 para convertirse en una sociedad colectiva que haría que el grupo de socios en funciones respondiera con sus propios activos personales en caso de colapso. Pero el banco evitó esta situación y absorbió a Hentsch, Forget & Cie en 1934. En 1937, con la muerte de Edmond Odier, su esposa Francine Odier-Dunant se convirtió en socia no ejecutiva de la empresa para poder mantener su denominación social y su estatus. Ella mantuvo esta posición hasta que su hijo Marcel Odier la sucedió en 1948.
Al estallar la Segunda Guerra Mundial en 1939, el banco Lombard, Odier & Cie contaba con 75 colaboradores, 38 de los cuales fueron reclutados por el ejército suizo. En 1940, Georges Lombard se convierte en socio, pero también es reclutado. En 1941, el banco tomó posesión de SAGED, trayendo consigo a Richard Pictet, Jean E. Bonna (detrás de su nieto Frédéric Bonna), André Aubert y Raymond Barbey como socios del banco Lombard, Odier & Cie. Al igual que en la anterior guerra mundial, el banco se abrió camino gracias a la neutralidad del país, lo que se traduce en que se le confió a los bancos suizos el papel de lugar de refugio para el capital extranjero y nacional.
Después de la Segunda Guerra Mundial, según los archivos del banco se calcula que en 1950 los activos de sus clientes privados ascendían a casi mil millones de francos suizos y procedían, en su mayoría, de Suiza, Francia y Bélgica. Bajo la dirección de Marcel Odier, el banco se internacionalizó, abriendo su primera sucursal en Montreal en 1951, y estableció su primer fondo de inversión en bienes raíces canadienses dirigido a sus clientes privados. En 1957, Thierry Barbey se unió como socio del banco, y en 1961 su primo hermano Yves Oltramare alcanzó el mismo estatus. Entonces, crearon una sucursal de análisis financiero en el banco y orientaron Lombard, Odier & Cie hacia una nueva tendencia en la gestión de fondos de inversión, dirigida a una base de clientes de inversores institucionales que acababan de empezar a surgir (organismos de pensiones y compañías de seguros, entre otros). De este modo, Lombard, Odier & Cie comenzó a trabajar regularmente con fondos en los que los inversores institucionales podían invertir dinero para que los gestionaran. Con la llegada de Jean-François Chaponnière, Alain Patry y Fernand Oltramare como socios en 1964, y más tarde de Laurent Dominici y Pierre Keller en 1970, el banco continuó ampliando su base de clientes institucionales internacionales y abrió divisiones en América, Europa, Oriente Medio y Asia. En 1983, Lombard, Odier & Cie introdujo un fondo llamado «SCI/TECH» dirigido a clientes institucionales, en colaboración con Merrill Lynch Asset Management y Nomura Capital Management. El fondo recaudó 835 millones de dólares después de su lanzamiento, lo que lo convirtió en el mayor recaudador de fondos en la historia de los fondos de inversión de la época. A finales de los 90, Lombard, Odier & Cie contaba con unos 800 empleados, 600 de los cuales trabajaban en Ginebra y 200 en oficinas en el extranjero. La empresa se fusionó con Darier, Hentsch & Cie en 2002.

### Darier, Hentsch & Cie

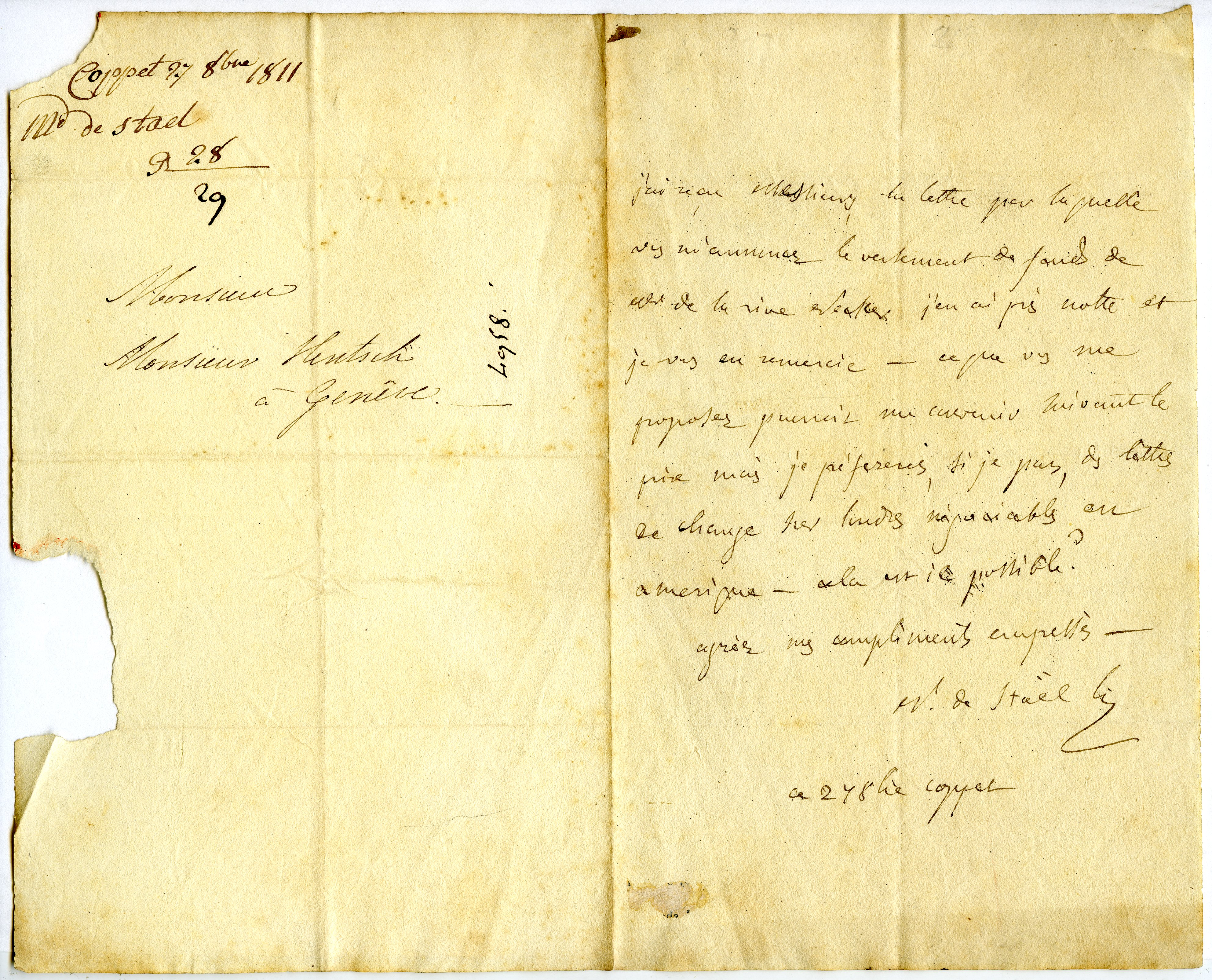
Letra de Madame de Staël a Henri Hentsch (1811)

Henri Hentsch se dedicó a financiar el Imperio francés a partir del año 1800. El banco Henri Hentsch & Cie organizó la transferencia de fondos a Italia, por donde el Imperio se estaba expandiendo. Gracias a otras operaciones, Henri Hentsch había conseguido buenas relaciones con la clase alta francesa. En 1812, fundó el banco Henri Hentsch, Blanc & Cie en París, y al año siguiente se instaló en la capital francesa, delegando la gestión del banco ginebrino a sus tres hijos. En 1826, fundó un segundo banco parisino, Hentsch, Lecointe, Desarts & Cie. Tras su muerte, el 14 de agosto de 1835, sus hijos pasaron a ser formalmente socios del banco Hentsch & Cie de Ginebra, pero no se hicieron cargo de la dirección de las empresas que su padre había fundado en París. En 1854, uno de los nietos de Henri Hentsch, Jean-Alexis Henri Hentsch (de 36 años) decidió irse a descubrir el oeste de los Estados Unidos después de doce años al frente de la jefatura del banco familiar en Ginebra. La gestión del banco se le confió entonces a su hermano. Después de una larga aventura, Jean-Alexis Henri Hentsch se estableció en San Francisco, en la época de la fiebre del oro. Allí abrió un banco al que llamó Hentsch & Cie. El negocio fue un éxito. Lo nombraron cónsul honorario de Suiza en San Francisco en 1859. En 1873 regresó a Ginebra, donde fundó el Banco Suizo Americano, que después se convertiría en la empresa matriz del banco Hentsch & Cie en San Francisco, aunque sin relación alguna con lo que hoy es el grupo Lombard Odier.

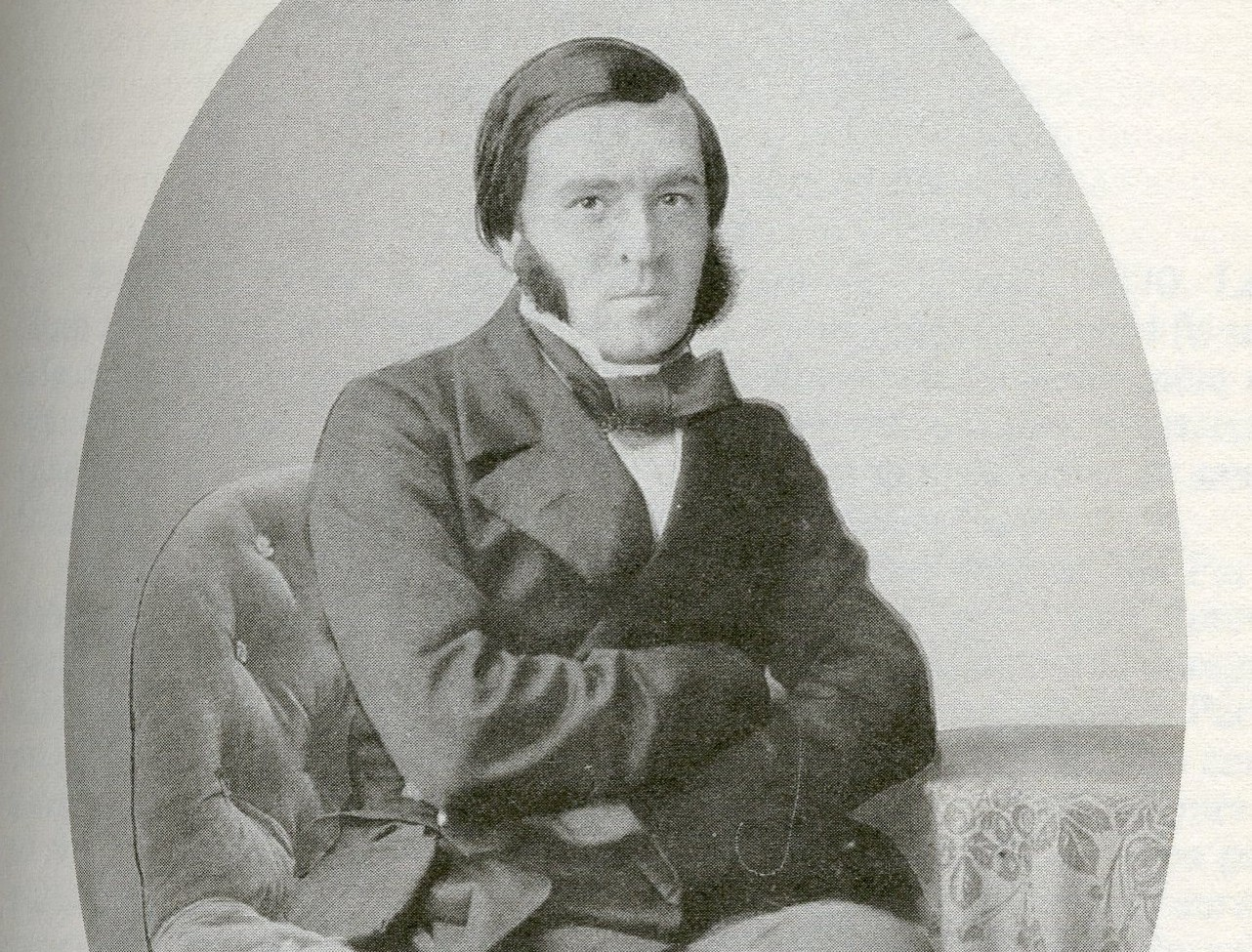
Édouard Hentsch (1829-1892)

En 1854, Édouard Hentsch (nieto de Henri Hentsch) retomó la dirección del banco Mathieu, Hentsch & Cie en París. Gozó de una carrera de alto nivel en finanzas, llegando a ser presidente del banco Comptoir national d'escompte de Paris, y luego de la Banque de l'Indochine, antes de fundar el banco ferroviario suizo (la Banque des Chemins de fer suisses).  Murió en la bancarrota a causa de la quiebra del comercio del cobre en 1889, lo que provocó que el banco Comptoir national d'escompte de Paris tuviera que hacer frente a reembolsos cada vez más elevados con el uso de su fortuna personal. Lejos de esta tormenta, el banco Hentsch & Cie continuó sus operaciones en Ginebra y se perpetuó en manos de la familia durante varias generaciones. En la década de los 50, el banco Hentsch & Cie fue pionero en la distribución de fondos de inversión en Suiza bajo la dirección de Léonard Hentsch.
En 1837, Jean-François Chaponnière constituyó el banco Chaponnière & Cie en Ginebra, que luego se convirtió en el banco Darier, Chaponnière & Cie en 1876, durante la época en que Jules Darier-Rey se convirtió en socio. Posteriormente, en 1880, se convirtió en Darier & Cie. El banco se especializó en el comercio y en el sector de los transportes. Antes de convertirse en socio del banco en 1872, Jules Darier-Rey cofundó con James Odier la primera compañía de seguros de vida en Ginebra, La Genevoise. Al igual que pasó con el banco Hentsch & Cie, Darier & Cie también estuvo en manos de la familia durante varias generaciones. Uno de los primeros proyectos de fusión entre Hentsch & Cie y Darier & Cie lo ideó el banco Hentsch en 1971, pero no tuvo éxito. La fusión tuvo lugar finalmente el 1 de enero de 1991, momento en que se creó el banco Darier, Hentsch & Cie. El periódico Le Temps afirmaba que «quienes conocían bien el proyecto hablaban tanto de una absorción de Hentsch por Darier, como de una fusión entre iguales».

### Colaboraciones históricas (1840-1933)

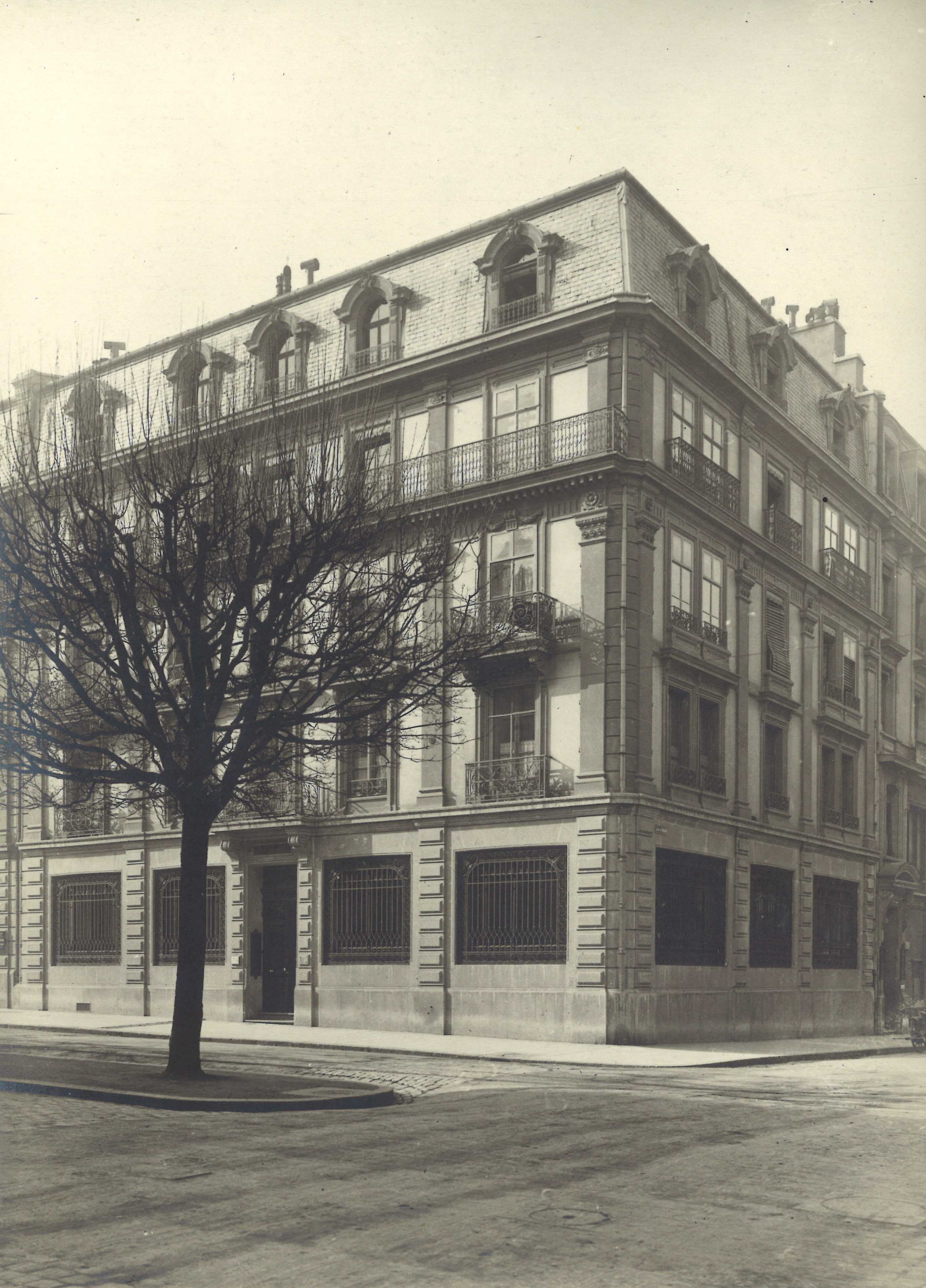
Sede de Lombard Odier en 4 Boulevard du Theatre en Ginebra (1918)

A lo largo de su existencia como bancos independientes, Lombard, Odier & Cie, Hentsch & Cie, y Darier & Cie se llevaron a cabo varias colaboraciones. En 1840, en un momento en que la Revolución Industrial necesitaba financiación a gran escala, pero una sola empresa financiera no podía garantizarla, los bancos Lombard, Odier & Cie, Hentsch & Cie, Candolle Turrettini & Cie y Louis Pictet & Cie se asociaron para formar el «Quatuor», que invirtió particularmente en ferrocarriles europeos, en las minas de la región de la Loire en Francia, e incluso en préstamos de Piamonte. En 1872, Quatuor se fusionó con Omnium, otra asociación de banca privada de Ginebra fundada en 1849, reagrupando a Paccard, Ador & Cie,  P.F. Bonna & Cie, así como Ph. Roget & Fils. Juntas, estas empresas se asociaron con el nuevo Banque de Paris et des Pays-Bas para crear la Asociación Financiera de Ginebra, con el objetivo de reunir capital suficiente para llevar a cabo operaciones financieras en Suiza y en el extranjero. Posteriormente, en 1890 se creó la Unión Financiera de Ginebra, fruto de la fusión de la Asociación Financiera de Ginebra y del banco ferroviarioLa Banque Nouvelle des Chemins de Fer. La unión financiera, que contaba con 12 millones de francos suizos de capital al comienzo, unió 12 bancos privados, entre ellos Hentsch & Cie, Lombard, Odier & Cie y Darier & Cie. Asimismo, desempeñó un papel importante en el mundo de las finanzas ginebrinas entre 1890 y 1933 en la financiación de grandes proyectos de infraestructura en Europa y Estados Unidos.
Según el libro Les grandes heures des banquiers suisses (Los grandes momentos de los banqueros suizos) publicado en 1986, esta colaboración entre los bancos privados ginebrinos sería la clave de su sostenibilidad. Comenta que «el grupo de bancos privados ginebrinos resistió mejor que otras ciudades suizas a la malicia de la época. En efecto, estas empresas supieron unirse en el momento oportuno para participar fervientemente (a través de la Unión Financiera) en las operaciones de emisión y concesión de préstamos en Suiza y en el extranjero. Además, les permitió crear y dar un impulso a una serie de sociedades de inversión (sociedades holding, sociedades de inversión, etc.), cuyos valores dieron un impulso a largo plazo al mercado de valores de Ginebra».

### 2002-actualidad
En 2002, el banco Lombard, Odier & Cie se fusionó con Darier, Hentsch & Cie para dar como resultado la asociación Lombard, Odier, Darier, Hentsch & Cie. Esta permitió la creación de uno de los bancos privados más importantes de Suiza, con un total de 20 sucursales en el extranjero, 2000 empleados y 95 mil millones de euros en activos gestionados. La fusión se acompañó de un plan de reducción de costes y mano de obra, en un momento difícil, agravado por la caída del mercado bursátil, tras el estallido de la burbuja puntocom.
En 2006, el banco Lombard, Odier, Darier, Hentsch & Cie se incorporó a Henokiens, una asociación que reúne a empresas familiares con más de 200 años de historia. Los descendientes de las cuatro familias históricas, Thierry Lombard, Patrick Odier, Pierre Darier y Christophe Hentsch, fueron considerados socios del banco hasta la partida de Pierre Darier en 2010. Poco después, la empresa simplificó su denominación social y se convirtió en la Compagnie Lombard, Odier & Cie. No obstante, siguió incluyendo los nombres de los cuatro antiguos socios en su logotipo oficial.
La empresa cambió su estructura jurídica el 1 de enero de 2014 para convertirse en una sociedad de responsabilidad limitada por acciones, y abandonó su condición de sociedad colectiva, que hacía que los socios respondieran con su patrimonio personal de forma indefinida. Este cambio de estatuto obligó también al banco a publicar sus cuentas semestrales y anuales. Los bancos Pictet, Mirabaud y Gonet adoptaron simultáneamente o poco después el mismo estatus, en respuesta a las necesidades de transparencia, exigencias regulatorias y limitación de riesgos, tras el cierre del banco privado Wegelin & Co como parte de un conflicto con el Departamento de Justicia de los Estados Unidos. Tras perder su condición de socio, el grupo Lombard Odier se vio obligado a abandonar la Asociación de Banqueros Privados Suizos (ABPS), que dictaba que sus miembros tuvieran esta condición.
El 31 de diciembre de 2014, Thierry Lombard se jubiló. Más tarde, en abril de 2016, su hijo Alexis Lombard dejó la empresa para unirse al banco Landolt & Cie en Lausana, donde formó parte del consejo de administración. El grupo Lombard Odier, que ya no era una sociedad, pudo mantener su nombre a pesar de la marcha de la familia Lombard. El 31 de diciembre de 2016, Anne-Marie de Weck se jubiló después de haber sido nombrada directora adjunta del banco en 2002 - la primera mujer a la dirección de un banca privada. Annika Falkengren, exdirectora ejecutiva de Skandinaviska Enskilda Banken (SEB), la sucedió unos meses después, y se incorporó como socia de la empresa en julio de 2017. Paralelamente, el grupo Lombard Odier anunció la llegada de Denis Pittet como director adjunto. Sin embargo, Anne-Marie de Weck siguió siendo miembro del Consejo de Administración del banco. El 1 de enero de 2023, el grupo contaba con 6 gerentes asociados: Hubert Keller, Frédéric Rochat, Denis Pittet, Annika Falkengren, Alexandre Zeller y Jean-Pascal Porcherot.

## Operaciones

### Gestión patrimonial
La actividad histórica del grupo Lombard Odier se basa en la gestión de patrimonios para una base de clientes privados (una operación de banca privada). Esta operación consiste, en particular, en la prestación de asesoramiento en materia de gestión de activos, inversiones financieras, fiscalidad y planificación patrimonial. Las operaciones de gestión patrimonial se supervisan principalmente en Ginebra, en el banco Lombard, Odier & Cie SA, una de las sociedades del holding del grupo Lombard Odier. Según los datos del ejercicio de 2022, las operaciones de banca privada resultaron en 188 mil millones de francos suizos en activos en circulación de la clientela suiza e internacional.

### Gestión de activos
Lombard Odier está igualmente presente en el ámbito de la gestión de activos. Cuenta con varias sucursales, entre las que destaca la sociedad de gestión Lombard Odier Asset Management (Europe) Limited, con sede en Londres. Esta sociedad utiliza la marca Lombard Odier Investment Managers (Lombard Odier IM), conocida por el grupo en el ámbito internacional de la gestión de activos. Esta operación consiste principalmente en la gestión de fondos de inversión colocados en acciones y bonos, a la que se añade la inversión de los fondos de cobertura. Estos fondos también son accesibles para los clientes del banco privado Lombard, Odier & Cie SA, así como para una clientela internacional de inversores institucionales y asesores financieros ajenos al grupo Lombard Odier. La empresa es particularmente activa en el campo de la inversión socialmente responsable, sobre todo en la presentación de una gama de capital de inversión de impacto. Desde 2015, la sociedad gestora Lombard Odier IM es igualmente activa en el ámbito de los ETF (fondos cotizados), tras su asociación con ETF Securities. Los primeros ETFs de Lombard Odier se lanzaron en abril de 2015 para repetir los resultados de los índices del mercado de bonos (bonos gubernamentales, bonos de empresa y bonos de países en desarrollo). En 2018, Lombard Odier IM fue una de las primeras sociedades de gestión en pasar por un proceso de liquidación gestionado por una cadena privada para la compra de valores en el mercado de obligaciones. En 2022, el banco gestionó 63 mil millones de francos suizos en sus sucursales de gestión de activos.

### Servicios de IT bancaria
Desde 2014, el grupo Lombard Odier ofrece servicios informáticos de back office y middle office a otras entidades bancarias, a través de una herramienta denominada «G2». En particular, esta herramienta permitía a los usuarios gestionar su base de clientes y comprar y vender valores en el mercado. Ofrecido inicialmente a seis instituciones externas, «G2» se dirigió a otra docena de bancos como clientes. En 2016, las operaciones de informática bancaria se pusieron a prueba en una sociedad totalmente independiente, propiedad del holding del grupo Lombard Odier. El propio banco Lombard, Odier & Cie SA es cliente de la organización, al igual que las empresas externas a las que provee. En 2022, esta rama del grupo Lombard Odier gestionaba 58 mil millones de francos suizos de clientes terceros.

### Filantropía
El compromiso de la firma con operaciones filantrópicas y humanitarias apareció muy temprano en la historia del banco Lombard, Odier & Cie. Alexandre Lombard participó en el comité de apoyo en su tiempo, con el objetivo de recaudar fondos para ayudar a los heridos en la Segunda Guerra de la Independencia Italiana, En respuesta al llamamiento de Henry Dunant, iniciativa que conduciría a la fundación de la Cruz Roja en 1863. Su hijo, Alexis Lombard, fue miembro del comité de administración del Hospicio General de Ginebra durante 38 años y ostentó la presidencia de la institución 11 veces entre 1876 y 1900. En 1910 y 1918, los bancos Lombard, Odier & Cie y Hentsch & Cie fueron las primeras empresas suizas en garantizar un plan de jubilación para sus empleados a través de fondos de pensiones, que serían absorbidos por la previsión suiza para la jubilación en 1947, que acababa de ser establecida.
El grupo Lombard Odier es igualmente activo en el ámbito de la filantropía moderna. Cuenta con dos fundaciones diferentes: la Fundación Lombard Odier, una fundación empresarial financiada por donaciones del grupo Lombard Odier, y la Fundación Philanthropia, dirigida a las donaciones de clientes de la banca privada.
La Fundación Lombard Odier distribuye entre 1 y 1,5 millones de francos suizos al año para apoyar principalmente proyectos en los ámbitos de la educación y las obras humanitarias. Desde su creación, la fundación también ha apoyado el desarrollo de campañas Kick, cuyo objetivo es apoyar a las empresas jóvenes e innovadoras mediante la oferta de capital desde su creación. Patrick Odier preside esta fundación desde 2016.
La fundación Philanthropia, creada en 2008, permite a los clientes del banco hacer donaciones para el trabajo filantrópico en cinco áreas principales: humanitaria y social, educación y capacitación, investigación médica y científica, medio ambiente y desarrollo sostenible, y arte y cultura. Para conmemorar su décimo aniversario en 2018, la fundación anunció que había recibido donaciones por valor de 116 millones de francos suizos desde su creación, y que había donado 59 millones a unas 100 organizaciones, de los cuales 15 millones se destinaron a organizaciones de investigación y prevención del cáncer. La Fundación Philanthropia está presidida por Denis Pittet desde 2016.

## Sucursales y presencia internacional

### Suiza
La sede del grupo Lombard Odier se encuentra en Ginebra desde la fundación del banco en 1796. Sin embargo, la ubicación de la sede ha variado a lo largo de los siglos. En 1827, el banco Hentsch & Cie se instaló en la calle de la Corraterie, en el edificio Maison Gallatin, construido en 1708. Esta sigue siendo la sede más antigua del grupo Lombard Odier en Ginebra. Algunas décadas más tarde, en 1858, Lombard, Odier & Cie también se trasladó a la calle de la Corraterie, al mismo número 11. Entre 1921 y 1924, los edificios de los bancos Hentsch & Cie y Lombard, Odier & Cie, situados en la calle de la Corraterie, fueron reconstruidos para permitir la construcción de pisos adicionales. En 1957, Lombard, Odier & Cie adquirió el edificio vecino de la calle de la Corraterie. Antes de que este espacio fuera ocupado por el personal del banco, fue totalmente reconstruido según los planos del arquitecto Antoine de Saussure. En 1990, todos los servicios administrativos de Lombard, Odier & Cie se unificaron en una propiedad situada en Lancy.  Para 2024, Lombard Odier tiene previsto construir una nueva sede en Bellevue, en el cantón de Ginebra. El edificio lo ha diseñado el estudio de arquitectura Herzog & de Meuron. El edificio tendrá capacidad para acoger a todo el personal del banco, que hasta ahora estaba repartido en cinco emplazamientos diferentes dentro de Ginebra. Una parte del edificio original, la Maison Gallatin de la calle de la Corraterie, se conservará, renovará y dedicará a la organización de eventos.
El grupo Lombard Odier también tiene varias sucursales y oficinas de representación en toda Suiza. El banco está especialmente presente en Lausana desde 1882, en Vevey y Zúrich desde 1989, y en Friburgo desde 2008.

### Europa
El grupo Lombard Odier posee varias filiales europeas que se fusionaron en una sola sucursal que abrió en Luxemburgo en 2011. El grupo de filiales del Lombard Odier en Europa fue considerado en el plan jurídico y financiero como sucursales de su banco luxemburgués.
En cuanto al Reino Unido, el grupo Lombard Odier cuenta desde 1973 con una sucursal en Londres, que hoy en día es conocida por liderar las operaciones de gestión de activos del grupo. La sucursal de Londres se dedicó históricamente a las operaciones de gestión institucional de Lombard, Odier & Cie, de ahí que contara con el nombre corporativo de Lombard, Odier International Portfolio Management Ltd (LOIPM). Esta firma gestionaba en particular las carteras de inversores institucionales en Estados Unidos y Oriente Medio. Todavía bajo jurisdicción británica, el grupo también estuvo presente en Gibraltar desde 1987.
En Francia, Lombard Odier se estableció en París en 2001, con la apertura del edificio  Lombard Odier Gestion, que se convirtió en LODH Gestion al año siguiente, al fusionarse Lombard, Odier & Cie con Darier, Hentsch & Cie. El objetivo de la sucursal era ampliar su base de clientes institucionales franceses y promover la distribución de fondos de inversión de la marca Lombard Odier. En 2004, la sucursal francesa obtuvo un mandato de gestión para el Fondo de Reserva de Pensiones (FRR), y luego se asoció con ADI para lanzar la empresa GéA en Francia, especializada en fondos de cobertura. La asociación finalizó en octubre de 2008, y Lombard Odier creó su propia oficina especializada en fondos de cobertura, como complemento de sus oficinas especializadas en inversiones de tenedores de bonos, asignación de activos e inversiones socialmente responsables.
El grupo Lombard Odier está igualmente presente en Europa, concretamente en Bruselas desde 2004, en Madrid y Frankfurt desde 2007, y en Milán desde 2016. El grupo Lombard Odier también posee una sucursal en Holanda. 

### América
El grupo Lombard Odier ha estado presente en Norteamérica desde 1951, momento en que Lombard, Odier & Cie abrió su primer mercado internacional en el extranjero, en Montreal (Canadá). Esta sucursal, creada inicialmente con el nombre de Secfin Company Ltd, lleva ahora el nombre de Lombard Odier Securities (Canadá) Inc. El grupo ha estado presente en los Estados Unidos desde 1972, cuando Lombard, Odier & Cie inició una filial llamada Lombard, Odier Inc., que ahora se ha convertido en Lombard Odier Asset Management (USA) Corp. Después de su lanzamiento, el único objetivo de Lombard, Odier Inc. era el de transmitir información de la parte americana a Ginebra. El grupo Lombard Odier también está presente en Nasáu (Bahamas) desde 1979 y en las Bermudas desde 1992. En cuanto a América del Sur, el grupo está presente en Panamá desde 2013.

### Asia, Oriente Medio y África
En Asia, Lombard Odier ha estado activo en Hong Kong desde 1987, en Tokio desde 1992 y en Singapur desde 2017. El grupo también tiene un acuerdo de cooperación con el Industrial Bank en China desde 2014. Por último, el grupo tiene oficinas en Dubái y Abu Dabi, así como en Tel Aviv y Johannesburgo.

## Controversias
En diciembre de 2013, Lombard Odier se inscribió en el programa voluntario de negociaciones abiertas del Departamento de Justicia estadounidense para regularizar los casos de incumplimiento fiscal por parte de los contribuyentes estadounidenses dentro de su base de clientes. El 31 de diciembre de 2015, el banco Lombard Odier anunció que había llegado a un acuerdo con el sistema de justicia estadounidense, que consistía en un pago de 99,8 millones de dólares para resolver las disputas relacionadas con el incumplimiento fiscal.
En diciembre de 2016, el Ministerio Público suizo de la Confederación inició una investigación penal sobre las actividades del banco privado Lombard, Odier & Cie por presunto blanqueo de capitales en el círculo social de Gulnora Karimova, hija del anterior presidente Ouzbek. Se afirmó que el banco no adoptó «todas las medidas organizativas razonables y necesarias», como exige el código penal suizo. Sin embargo, el banco afirma que informó de los hechos a las autoridades.